# Matthew Davies (Snookerspieler)
Matthew Davies (* im 20. Jahrhundert) ist ein ehemaliger englischer Snookerspieler, der 1994 die English Amateur Championship gewann.

## Karriere
Davies war zwischen 1992 und 1994 Profispieler, schied aber stets früh aus. Deshalb kam er auf der Weltrangliste nur auf Platz 517. Direkt nach Ende seiner Profikarriere nahm er an der English Amateur Championship teil. Prompt erreichte er das Finale, das er gegen Michael Rhodes gewann. Anschließend erreichte er das Viertelfinale der Europameisterschaft und das Achtelfinale der Amateurweltmeisterschaft. 2002 und 2013 stand sein Name nochmal auf der Teilnehmerliste der English Amateur Championship, in beiden Jahren schied er aber früh aus.

## Erfolge
| Ausgang         | Jahr | Turnier                              | Finalgegner    | Ergebnis |
| --------------- | ---- | ------------------------------------ | -------------- | -------- |
| Amateurturniere |      |                                      |                |          |
| Sieger          | 1994 | English Amateur Championship – South | Munraj Pal     | 5:0      |
| Sieger          | 1994 | English Amateur Championship         | Michael Rhodes | 8:5      |